# Дорош, Анна Аркадьевна
А́нна Арка́дьевна До́рош (род. 11 декабря 1969, Усть-Каменогорск, Казахская ССР, СССР) — советская и украинская артистка балета и педагог, прима-балерина Национальной оперы Украины с 1999 года, народная артистка Украины (2001).

## Биография
Анна Дорош родилась 11 декабря 1969 года в Усть-Каменогорске (Казахстан). Её родители преподавали в школе и не имели отношения к театру. В 6 лет начала заниматься в балетной студии, преподаватель которой посоветовала поступать в Новосибирское хореографическое училище. В младших классах училища занималась под руководством Н. В. Хмелевой, выпускалась по классу А. В. Никифоровой, также среди её преподавателей были А. В. Бердышев и Л. В. Гершунова (дуэтный танец). Во время учебы принимала участие в спектаклях Новосибирского театра оперы и балета.
Окончив училище в 1988 году, в 1988—1989 годах танцевала в Новосибирском театре оперы и балета. В 1989—1998 годах была ведущей солисткой Днепропетровского театра оперы и балета, где её постоянным партнёром был Максим Чепик — их творческий дуэт, сложившийся ещё в Новосибирском училище, стал знаменательным для днепропетровского балета.
С 1999 года Анна Дорош — прима-балерина Национальной оперы Украины им. Т. Г. Шевченко, вместе с Максимом Чепиком готовит партии под руководством Николая Прядченко.
С сентября 2004 по июль 2010 года возглавляла отделение классической хореографии в Киевской муниципальной академии танца им. Сержа Лифаря. Преподаёт классический танец в культурном центре «Кияночка».

## Творчество
Анна Дорош — балерина лирико-романтического плана. В её танце академизм соединяется с поэтичностью, внутренней одухотворённостью, выразительностью раскрытия чувств героев.

Воспитанная в традициях русской академической школы, А.Дорош восхищает изысканной чистотой и филигранной отточенностью виртуозного классического танца, артистичной грацией и широкой кантиленой пластики. В её актерской палитре гармонично сочетаются искристые комические краски, проникновенная лирика, вдохновенная романтика и драматизм. Балерина блестяще исполняет главные партии во всех спектаклях хореографического наследия и в разнообразных современных постановках.— Юрий Станишевский, «Украинский балетный театр»
Основной репертуар на сцене Национальной оперы Украины:
- Одетта и Одиллия, «Лебединое озеро» П. И. Чайковского в постановке Валерия Ковтуна; в постановке Анатолия Шекеры
- Никия и Гамзатти, «Баядерка» Л. Минкуса в постановке Валерия Ковтуна
- Принцесса Аврора и Принцесса Флорина, «Спящая красавица» П. И. Чайковского
- Жизель, «Жизель» А. Адана в постановке Константина Сергеева
- Раймонда, «Раймонда» А. К. Глазунова в постановке Виктора Ярёменко
- Китри, «Дон Кихот» Л. Минкуса
- Эгина и Фригия, «Спартак» А. И. Хачатуряна в хореографии Анатолия Шекеры
- Клара, «Щелкунчик» П. И. Чайковского в постановке Валерия Ковтуна
- Кармен, «Кармен-сюита» Ж. Бизе-Р. Щедрина в хореографии Альберто Алонсо
- Медора, «Корсар» А. Адана в постановке Виктора Ярёменко
- Сильфида «Сильфида» Х.Левенсхольда в хореографии Августа Бурнонвиля
- Мавка, «Лесная песня» М. Скорульского в хореографии Вахтанга Вронского
- Карла, «Венский вальс» на музыку И. Штрауса-сына, Й. Штрауса и И. Штрауса-отца в хореографии Анико Рехвиашвили
- Императрица, «Ночь перед Рождеством» Е. Станковича в хореографии Виктора Литвинова
- Мадам Хортонс (Гортензия), «Грек Зорба» М. Теодоракиса в хореографии Лорки Мясина

## Гастроли
Гастролировала в Болгарии, Японии, Венгрии, Франции, Испании, Португалии, Азербайджане, Македонии, Аргентине, Новой Зеландии и других странах.

## Награды
- 1990 — Серебряная медаль Международного конкурса артистов балета в Париже
- 1993 — Гран-при Международного конкурса артистов балета в Люксембурге
- 1994 — Золотая медаль Международного конкурса артистов балета в Будапеште
- 1993 — Заслуженная артистка Украины
- 2001 — Народная артистка Украины